# Dekanat Karoliny
Dekanat Karoliny  – jeden z sześciu dekanatów diecezji Południa Kościoła Prawosławnego w Ameryce.
Na terytorium dekanatu znajdują się następujące parafie:
- Parafia Narodzenia Matki Bożej w Charlotte
- Parafia Świętych Apostołów w Columbii

Ponadto w dekanacie działają placówki misyjne:
- św. Mikołaja w Fayetteville
- Krzyża Świętego w Greensboro
- św. Pantelejmona w Greenville
- św. Grzegorza w Raleigh
- Przemienienia Pańskiego w  Morrisville
- św. Bazylego w Wilmington
- Zmartwychwstania Pańskiego w Aiken
- św. Jana Klimaka w Greenville
- Wniebowstąpienia Pańskiego w Mount Pleasant